# Nocina
Nocina es una localidad española del municipio de Guriezo, perteneciente a la comunidad autónoma de Cantabria. 

## Geografía
La localidad se encuentra a 80 m s. n. m. y a 4 kilómetros de la capital municipal, El Puente.

## Historia
Hacia mediados del siglo XIX, el lugar era referido como una aldea ya por entonces perteneciente al municipio de Guriezo. Aparece descrito en el duodécimo volumen del Diccionario geográfico-estadístico-histórico de España y sus posesiones de Ultramar de Pascual Madoz con las siguientes palabras:

NOCINA Y CASERIA: ald. en la prov. y dióc. de Santander, part. jud. de Castro-urdiales; corresponde al valle de Guriezo (V.).
(Madoz, 1849, p. 170)

En 2023, la entidad singular de población de Nocina tenía empadronados 303 habitantes, todos ellos en el núcleo de población de ese nombre.